# Liste der Fließgewässer im Flusssystem Gollach

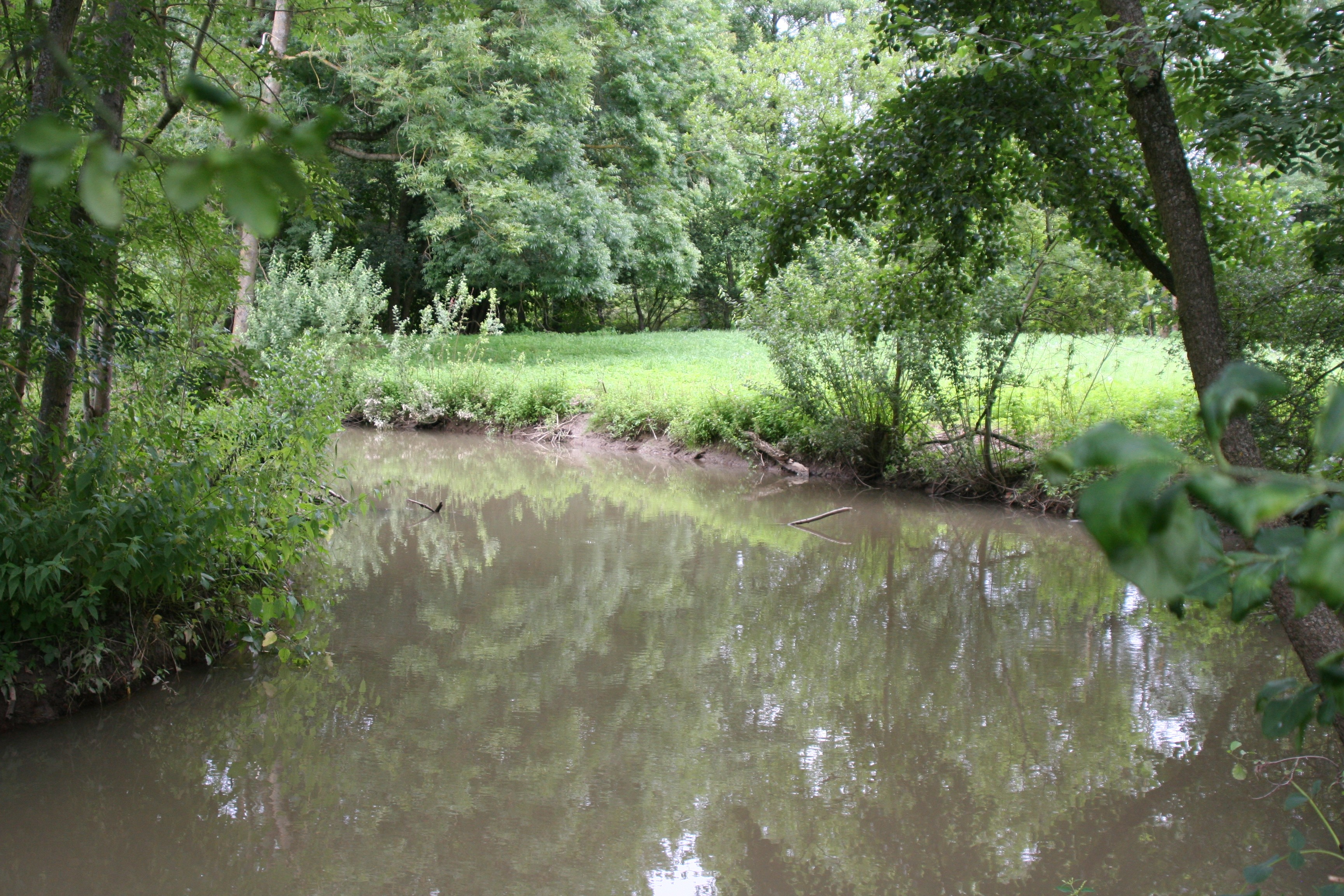
Die Gollach bei Aub-Baldersheim

Die Liste der Fließgewässer im Flusssystem Gollach umfasst alle direkten und indirekten Zuflüsse der Gollach, soweit sie namentlich auf der Topographischen Karte 1:10000 Bayern Nord (DK 10), im Kartenservicesystem des Bayerischen Landesamts für Umwelt (LfU) oder in der Gewässernetzkarte des LUBW aufgeführt sind. Namenlose Zuläufe und Abzweigungen werden nicht berücksichtigt. Wenn sich der Gewässername nach dem Zusammenfluss zweier Gewässerabschnitte ändert, werden die beiden Zuflüsse als Quellzuflüsse separat angeführt, ansonsten erscheint der Teilbereichsname in Klammern. Die Längenangaben werden auf eine Nachkommastelle gerundet. Die Fließgewässer werden jeweils flussabwärts aufgeführt. Die orografische Richtungsangabe bezieht sich auf das direkt übergeordnete Gewässer. 

## Gollach
Die Gollach ist ein 20,1 km langer rechter Zufluss der Tauber. 

## Zuflüsse
Direkte und indirekte Zuflüsse der Gollach

- Schwemmseegraben (rechts)
- Weidenbach (Kattenbach[1]) (links)
- Heßbach (links)
- Hainbach (links)
  - Gießgraben (linker Oberlauf)
    - Kühwasengraben (rechter Oberlauf)
    - Weidweggraben (links)
    - Kämmelbachgraben (rechts)

  - Birkach (?)[2] (rechter Oberlauf)
  - Demmersbrunnengraben (links)
  - Custenlohrer Bach oder Schellenbach (rechts)
- Hollenbach (Bodengraben[1]) (links)
- Asbach (links)
  - Brunnenquellengraben (linker Quellbach)
  - Reisleinsbach (rechter Quellbach)
  - Utzbach (links)
- Holzbach (Hammelstadelsbach, Mühlbach) (rechts)
  - Riederbach[3] (rechter Quellbach)
    - Gänsewassergraben (rechter Quellbach)
      - Schimmelgraben (rechts)

    - Ständleinsgraben (linker Quellbach)

  - Mühlbachgraben (linker Quellbach)
- Aschenlohbach (rechts)
- Mühlbach (links)
  - Luchsengraben (linker Quellbach)
  - Riedgraben (rechter Quellbach)
  - Gießgraben (rechts)
  - Riedbach (links)
- Leitenbach (rechts)
  - Seegrundgraben (linker Oberlauf)
  - Riedgraben (rechter Oberlauf)
- Holzgraben (rechts)
- Neugraben (Gülchsheimer Graben[4], Riedbach[5], Seitenbach[1]) (rechts)
- Riedergraben (links)
- Katzengraben[6] (rechts)
- Stelzenbach (rechts)
  - Mittelriedgraben (links)
- Rendelbach (links)
  - Burggraben (links)

## Flusssystem Tauber
- Liste der Fließgewässer im Flusssystem Tauber